# Stadion Center
Das Stadion Center ist ein Einkaufszentrum im 2. Wiener Gemeindebezirk Leopoldstadt. Unweit des Einkaufszentrums befinden sich die am 10. Mai 2008 eröffnete U-Bahn-Station Stadion der Linie U2, das 2004 eröffnete neue Messezentrum, Ernst-Happel-Stadion und Stadionbad sowie der grüne Prater. Es beherbergt über 60 Geschäfte, einerseits von Unternehmen, die in Österreich auch andere Filialen haben, andererseits auch kleine Unternehmen, die nur im Stadion Center vertreten sind. Das Einkaufszentrum ist mit der U-Bahn-Linie U2 und den Linien 11A und 77A sowie internationalen Bussen an das öffentliche Verkehrsnetz angebunden. Das Einkaufszentrum wurde mit viel Kritik von ÖVP und Grünen am 30. August 2007 eröffnet.

## Geschichte

### Planung der ursprünglichen Idee bzw. Idee des jetzigen Einkaufszentrums (2000–2005)
Um 2000 herum hatten die Investoren des heutigen Einkaufszentrums die Idee gehabt eine Sporthalle zu eröffnen, jedoch sind die Investoren relativ bald auf die Idee gekommen ein Einkaufszentrum mit 70 Geschäften und 10 Lokalen zu eröffnen. Bei der Planung des Einkaufszentrums und der Geschäfte setzten sie auf eine Mischung aus Geschäften aus vielen Branchen.

### Bau und Eröffnung (2005–2007)
Am 14. Oktober 2005 begannen die Bauarbeiten für das Einkaufszentrum. Die Kosten beliefen sich auf rund 75 Millionen Euro. In exakt 100 Wochen  wurde das Einkaufszentrum fertiggestellt und am 30. August 2007 dann eröffnet. Zu diesem Zeitpunkt war die Neubaustrecke der Linie U2 noch nicht eröffnet, dennoch kamen etwa 30.000 Menschen zu der Eröffnung.

### Nach der Eröffnung (seit 2007)
Heute beherbergt das Stadion Center teilweise andere Geschäfte als noch bei der Eröffnung im Jahr 2007.